# Ruda Pilczycka
Ruda Pilczycka est une localité polonaise de la gmina de Słupia Konecka, située dans le powiat de Końskie en voïvodie de Sainte-Croix.